# Khu dân cư Leszczyński

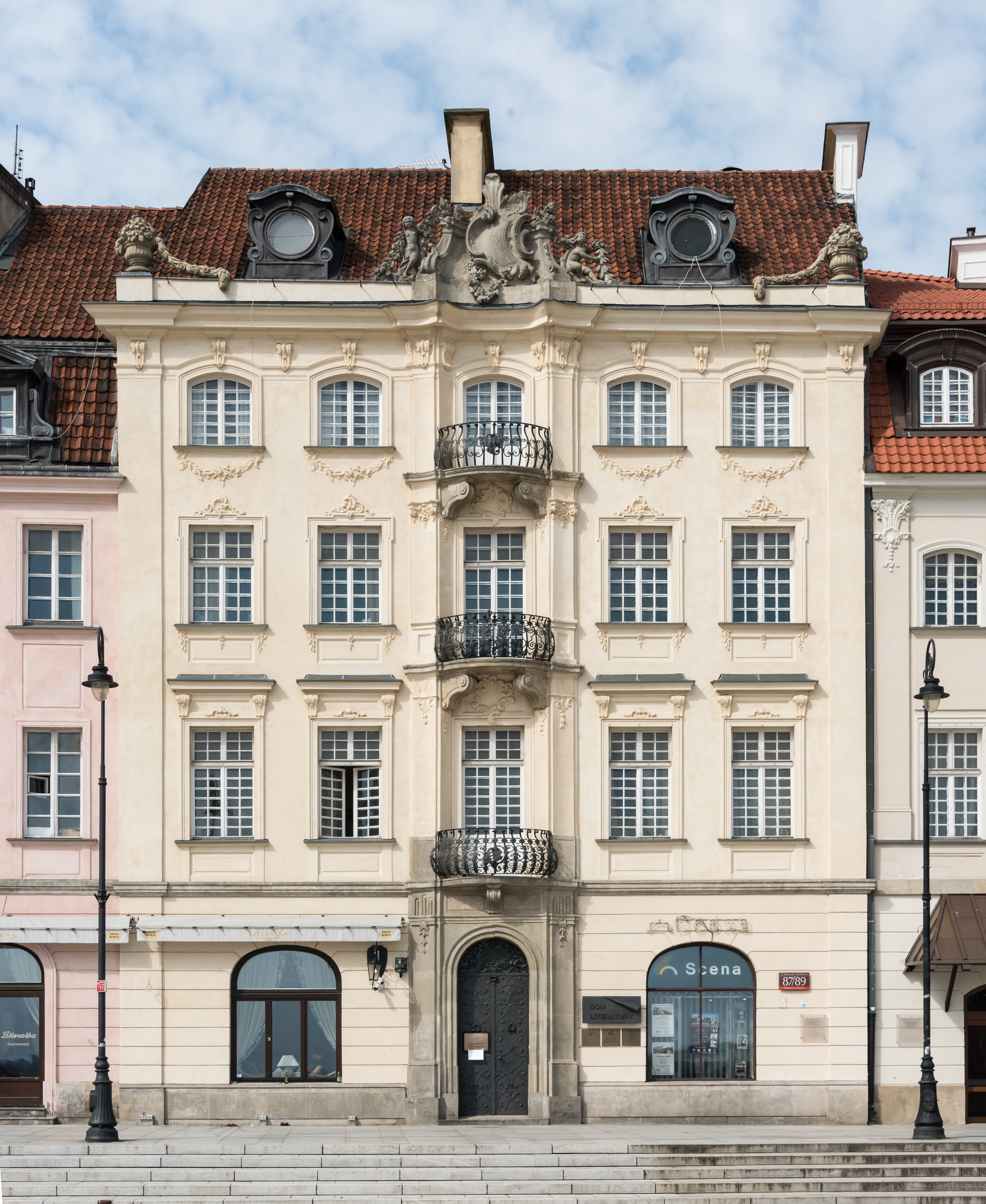
Mặt tiền khu dân cư Leszczyński

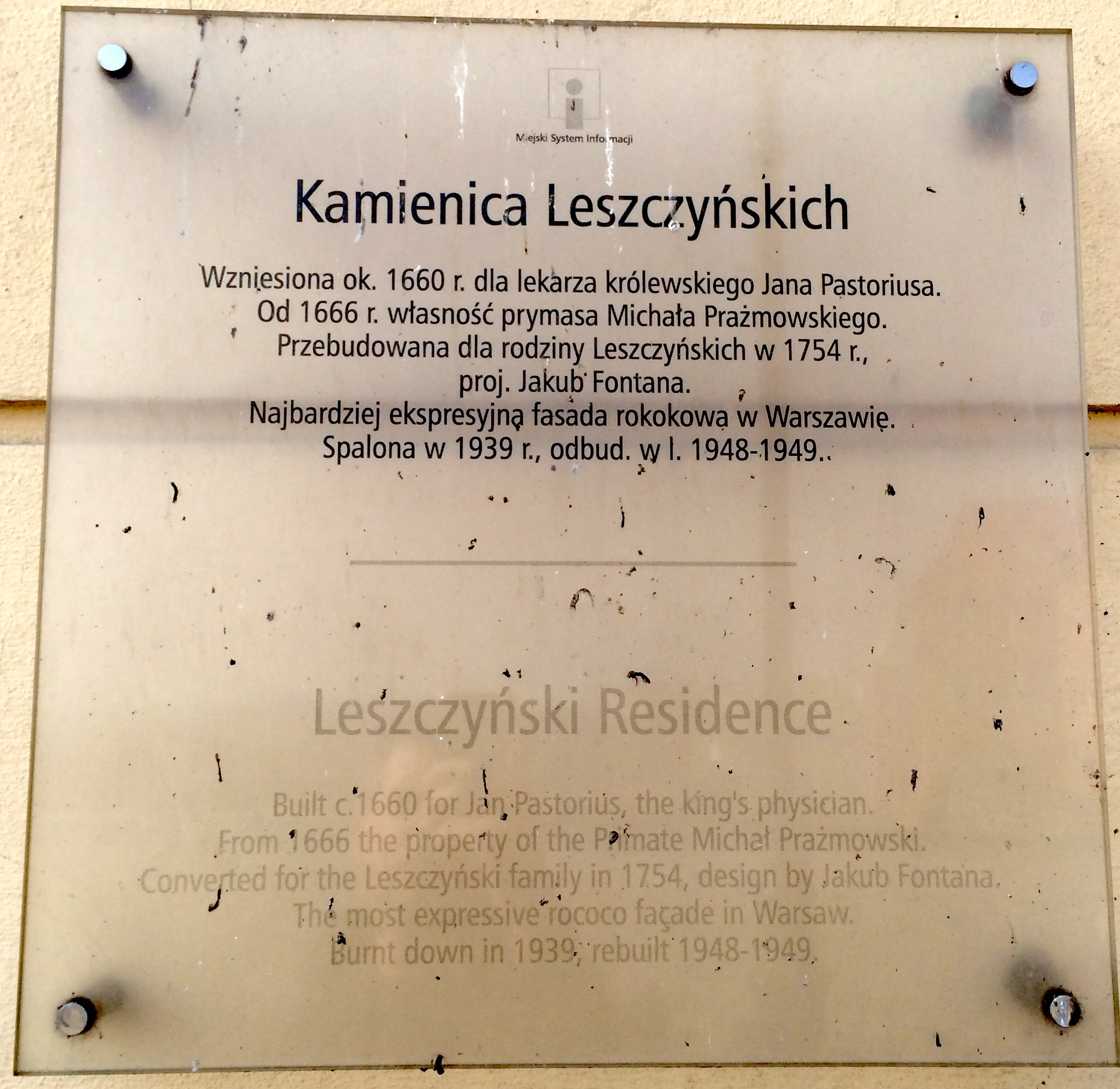
Dấu hiệu thông tin về Khu dân cư Leszczyński

Khu dân cư Leszczyński (Kamienica Leszczynski) - còn được gọi là Prażmowski, Pastoriusa, Rautenstrauchów hoặc Dobrycza - là một ngôi nhà theo phong cách rococo tại 87 Krakowskie Przingmieście, ở Warsaw.

## Xuất hiện
Mặt tiền chính có một cổng trang trí, ban công không gian mở với lan can. Được cho là bắt nguồn từ huy hiệu của Leszczynski.

## Lịch sử
Nó được xây dựng từ năm 1734 đến 1743 để dành cho Joachim Pastorius, một bác sĩ và nhà sử học hoàng gia, như một ngôi nhà mặt tiền bốn tầng. Từ giữa thế kỷ 17, nó thuộc sở hữu của bồi thẩm đoàn Warsaw, Walter Walter, và từ năm 1666 bởi Mikołaj Prażmowski, Thủ tướng Crown và Tổng Giám mục Ba Lan.
Năm 1754, sau khi được gia đình Leszczynski mua lại, nó được xây dựng lại thành cung điện rococo với mặt tiền năm tầng, được thiết kế bởi Jakub Fontana. Từ phố Senatorska, đây là mặt tiền ngôi nhà thứ hai theo phong cách cổ điển. Một đoạn mới ở phần phía nam của tòa nhà được xây dựng trước năm 1795.
Sau đó, nó được chuyển vào tay của gia đình Rautenstrauchów. Vào năm 1804, nó đã được mua bởi thương gia Stefana Dobrycza.
Một phần của nó bị phá hủy vào năm 1944 và bị giải tỏa để xây dựng một tuyến đường chính, nó được xây dựng lại vào cuối thế kỷ 18, dựa trên thiết kế của Zygmunt Stępiński. Năm 2002-2003, nó đã được khôi phục.
Bên trong, nó được kết nối với Khu dân cư Johna liền kề - "Nhà văn học" (Hội Nhà văn Ba Lan).